# Šentjungert
Šèntjúngert je naselje ob severozahodnem delu Celja.

## Prebivalstvo
Etnična sestava 1991:
- Slovenci: 86 (96,6 %)
- Hrvati: 1 (1,1 %)
- Srbi: 1 (1,1 %)
- Neznano: 1 (1,1 %)